# جيمس ديميتريو
جيمس ديميتريو (بالإنجليزية: James Demetriou)‏ هو لاعب كرة قدم أسترالي في مركز الهجوم، ولد في 14 أغسطس عام 1995، في سيدني في أستراليا. لعب مع نوتينغهام فورست.

## وصلات خارجية
- جيمس ديميتريو على موقع قاعدة بيانات كرة القدم.إي يو (الإنجليزية)
- جيمس ديميتريو على موقع Soccerway.com (الإنجليزية)